# Home Improvement
Home Improvement is een Amerikaanse komedieserie die oorspronkelijk van 17 september 1991 tot en met 25 mei 1999 in de Verenigde Staten werd uitgezonden. De makers van en acteurs in de reeks wonnen hiervoor veertig televisieprijzen, waaronder een Golden Globe voor beste hoofdrolspeler (Tim Allen), zeven Primetime Emmy Awards voor de belichting en de People's Choice Award voor favoriete komedieserie in zowel 1992, 1993, 1994 als 1995.

## Uitgangspunt
Tim 'The Toolman' Taylor (Tim Allen) en zijn vrouw Jill (Patricia Richardson) hebben samen drie zonen: oudste broer Bradly (Zachery Ty Bryan), Randy (Jonathan Taylor Thomas) en jongste broer Mark (Taran Noah Smith), met wie ze in een huis in Detroit wonen. Taylor verdient de kost als presentator van het klusprogramma 'Tool Time', waarin hij samenwerkt met zijn rechterhand Al Borland (Richard Karn) en hun assistente Heidi Keppert (Debbe Dunning). Hij is zowel professioneel als persoonlijk gek op elektrisch gereedschap en het daarmee sleutelen, of dat nu is aan zijn eigen huis, auto's of 'te verbeteren' huishoudelijke apparaten. Dit loopt niet zelden behoorlijk uit de hand. Ondertussen doorlopen zijn zonen hun jeugdjaren met alle perikelen die daarbij komen kijken en wil Jill zo nu en dan ook wat steun en aandacht van haar echtgenoot.

## Rolverdeling
- Tim Allen - Tim Taylor
- Patricia Richardson - Jill Taylor
- Zachery Ty Bryan - Bradly Michael Taylor
- Taran Noah Smith - Mark Taylor
- Jonathan Taylor Thomas - Randy Taylor
- Richard Karn - Al Borland
- Debbe Dunning - Heidi Keppert
- Earl Hindman - Wilson Wilson, Jr.
- Pamela Anderson - Lisa